# Giovanni III Vatatze
Giovanni III Ducas Vatatze, detto il Misericordioso (in greco Ιωάννης Γ΄ Δούκας Βατάτζης, "ο Ελεήμων"?, Iōannēs III Doukas Vatatzēs, "o Eleímon"; Didymoteicho, 1192 – Ninfeo, 3 novembre 1254), è stato un sovrano bizantino, imperatore di Nicea dal 1222 alla sua morte. Nei primi anni del XIV secolo, sotto il regno di Andronico II Paleologo (1282-1328) fu dichiarato santo dalla Chiesa ortodossa.
Pur titolato "Basileus dei Romei", Giovanni III Vatatze regnò effettivamente sull'Impero di Nicea, uno degli Stati creati dopo lo smembramento dell'Impero bizantino seguito alla quarta crociata, e quello che, per estensione e prestigio, rivendicava il ruolo di erede diretto del regno greco. Facilitato dalla debolezza in cui versavano gli Stati confinanti, il sovrano raddoppiò l'estensione dei suoi domini, trasformando il piccolo Stato anatolico da lui governato in una grande potenza. Ebbe inoltre il merito di porre le basi per la successiva riconquista di Costantinopoli e il ripristino dell'unità territoriale dell'Impero bizantino.
Considerato uno dei più grandi imperatori della storia bizantina, Giovanni III Vatatze migliorò l'amministrazione della giustizia e combatté gli abusi dei funzionari ai danni della popolazione. Tentò inoltre di affrancare il suo Stato dalla supremazia delle città italiane, dando il via a una produzione economica autosufficiente.

## Biografia

### Origini familiari
Giovanni nacque nel 1192 a Didymoteicho da Basilio Ducas Vatatze, già domestikos d'Oriente, e da Angelina Angelo, nipote di Teodora, ultimogenita di Alessio I Comneno. I Vatatze erano una famiglia di proprietari terrieri traci di recente nobiltà, imparentata con i Ducas e le ultime due famiglie imperiali: gli Angeli e i Lascaris. Ad appena nove anni di età Vatatze fu testimone della quarta crociata, spedizione fortemente voluta e dirottata sul Bosforo dalla Repubblica di Venezia di Enrico Dandolo; dopo diversi mesi d'assedio la città capitolò, venendo occupata dai Latini. Dopo la caduta di Costantinopoli Giovanni si trasferì a Nicea, sede della corte bizantina in esilio di Teodoro I, dove ottenne, grazie all'intercessione di uno zio, il favore del basileus e il titolo di protovestiarios. Nel 1212 sposò Irene Lascaris, figlia primogenita dell'imperatore, il quale, non avendo altri eredi, lo adottò come suo successore. Dieci anni dopo, alla morte di Teodoro I, Giovanni ascese al trono e fu incoronato dal patriarca Manuele I Caritopulo.

### Regno (1222-1254)

L'Impero latino, l'Impero di Nicea, l'Impero di Trebisonda e il Despotato d'Epiro poco dopo il matrimonio di Giovanni III e Irene Lascaris, avvenuto nel 1212 (i confini sono molto incerti)

Pur continuando a mantenere il titolo di imperatore bizantino, Giovanni III ereditò dal suocero e predecessore, Teodoro I, la reggenza dell'Impero di Nicea, che comprendeva solo una piccola porzione dell'antico Impero bizantino, corrispondente pressappoco agli antichi themi dell'Anatolikon, Optimaton e Thrakesion in Anatolia. Parte della Bitinia e l'intera Troade erano ancora nelle mani dei Latini, i quali controllavano l'intera costa meridionale del Mar di Marmara, da Gallipoli a Nicomedia, oltre alle isole del Mar Egeo, dalle quali avrebbero potuto facilmente bloccare le città controllate da Nicea; inoltre, l'intera costa meridionale era ormai irrimediabilmente perduta in favore dei turchi Selgiuchidi e del Regno della Piccola Armenia.
In ogni caso, nonostante la ridotta estensione territoriale, Teodoro I aveva lasciato in eredità al successore tre elementi decisivi: una situazione economica in netto miglioramento, un apparato burocratico efficiente, tale da garantire un capillare controllo del territorio, e un sistema di rapporti diplomatici in cui tutti i principali rivali di Nicea, l'Impero latino d'Oriente, il Despotato d'Epiro, l'Impero Bulgaro, il Sultanato di Rūm e l'Impero di Trebisonda avevano una pari forza militare e soprattutto erano in aspro conflitto tra di loro.

#### Guerra civile

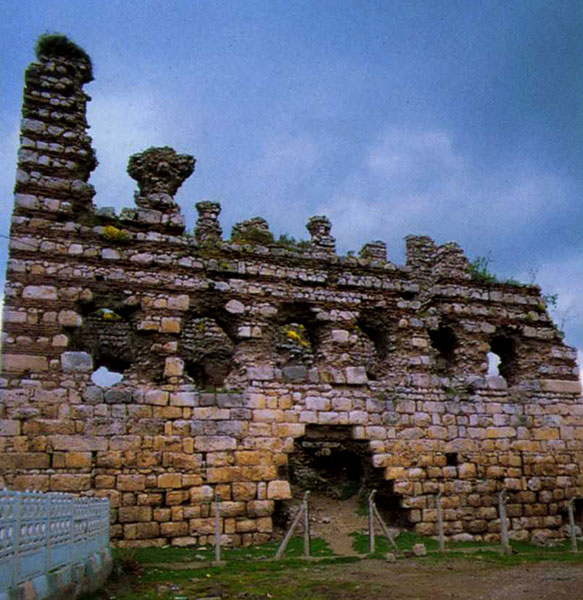
Palazzo di Ninfeo, odierna Kemalpaşa, provincia di Smirne, residenza prediletta dell'imperatore

L'ascesa al trono di Giovanni, tuttavia, non fu scevra da contrasti: infatti, poco dopo l'incoronazione due fratelli di Teodoro I, Alessio e Isacco Lascaris, fuggirono alla corte di Roberto di Courtenay, imperatore latino di Costantinopoli, con l'aiuto del quale iniziarono ad armare un esercito per deporre Vatatze. Le sorti del conflitto, agli inizi piuttosto equilibrate, volsero definitivamente in favore di Giovanni nel 1224, quando l'esercito dell'imperatore, a Poimaneon, inflisse una durissima sconfitta all'esercito latino, riuscendo anche a catturare i due pretendenti. Nella pace che seguì, l'imperatore Roberto fu costretto a cedere tutti i territori che possedeva in Asia Minore (Troade e Bitinia) con l'eccezione della città di Nicomedia e della costa fronteggiante Costantinopoli.
La conquista della costa del Mar di Marmara permise all'imperatore di ricostruire una flotta grazie alla quale poté conquistare le isole di Lesbo, Chio, Samo e Ikaria e costringere il signore greco di Rodi, Leone Gabala, a sottomettersi all'impero. Ottenuti tali successi, Giovanni si trasferì alla località costiera di Lampsaco, in modo da controllare da vicino lo stretto dei Dardanelli; pochi mesi dopo, approfittando di una rivolta antilatina, inviò un distaccamento che occupò Adrianopoli e diverse città della Tracia.
La conquista di Adrianopoli, tuttavia, impensierì non poco il Despota d'Epiro, Teodoro I, il quale, non contento dell'occupazione della Tessaglia e di Tessalonica, inviò un esercito, che sottomise diverse città della Tracia e costrinse le truppe di Nicea a sgomberare dalle fortezze appena inglobate. Impossibilitato per il momento a espandersi a nord, Giovanni III decise di attaccare i Turchi del Sultanato di Rūm, riuscendo a sconfiggerli e, in tal modo, a consolidare il confine orientale.

#### Tra Epiroti e Bulgari

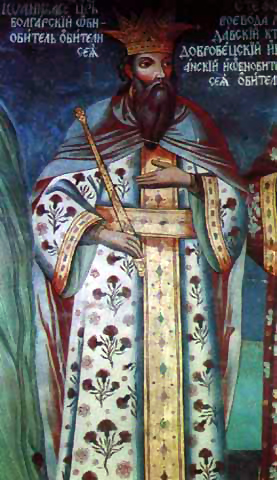
Affresco raffigurante lo zar bulgaro Ivan Asen II, Monastero di Zografou

Nel 1228 morì a Costantinopoli l'imperatore Roberto di Courtenay, privo di figli, cui succedette l'undicenne fratello Baldovino II. Temendo un possibile attacco di Vatatze, la nobiltà latina affidò la reggenza al sovrano bulgaro Ivan Asen II, l'unico che avesse un potere sufficiente a contrastare l'avanzata nicena e che progettava di far sposare la figlia Elena al regnante minorenne. La concessione della reggenza al sovrano di Tărnovo dimostrò che l'impero sorto dopo la quarta crociata era ormai stremato e ridotto ai soli territori di Costantinopoli e della Tracia, privo ormai di una qualunque possibilità di rinascita. Approfittando di ciò, i Bulgari e il Despotato d'Epiro raggiunsero un accordo di alleanza, in base al quale, sostanzialmente, cercarono di estromettere l'Impero di Nicea dall'Europa. L'accordo, però, ebbe vita assai breve, in quanto la politica espansionistica di Teodoro d'Epiro e in particolare la sua ambizione di conquistare l'antica capitale bizantina indussero lo zar bulgaro Ivan Asen a rinnegare gli accordi e a dichiarare guerra: poco tempo dopo, nella Battaglia di Klokotnica, l'esercito bulgaro, pur di gran lunga inferiore di numero, annientò quello epirota; Teodoro I cadde in mano nemica e fu costretto a cedere gran parte delle sue conquiste, mentre a Tessalonica i Bulgari imposero come vassallo Manuele Ducas, fratello del despota prigioniero.
Nel frattempo, approfittando della guerra, i Latini, sotto la guida di Giovanni di Brienne, suocero di Federico II di Svevia e reggente dell'impero in nome e per conto del minorenne Baldovino II, ripresero Adrianopoli. Timoroso di una reazione dei Latini, nel 1233, Asen iniziò trattative con l'Impero di Nicea, che si conclusero solo dopo tre anni: la Bulgaria troncò i rapporti con la Chiesa cattolica e ottenne il riconoscimento di un patriarcato autocefalo a Tărnovo, ma in cambio dovette sottomettersi all'autorità religiosa del patriarcato di Nicea, dipendente dallo stesso Vatatze. L'alleanza, firmata nella Gallipoli appena occupata dai Niceni, fu saldata con le nozze, avvenute a Lampsaco, tra Teodoro, figlio di Giovanni III, ed Elena, colei che pochi anni prima si era progettato di far sposare all'imperatore latino.

I territori anatolici e balcanici nel 1230: l'Impero di Bulgaria (verde chiaro), il Despotato d'Epiro (verde scuro), l'Impero latino (rosa), l'Impero di Nicea (grigio), l'Impero di Trebisonda (viola)

Dopo le nozze, anche Ivan Asen dichiarò guerra ai Latini: la Tracia settentrionale fu conquistata dai Bulgari; Giovanni III subito dopo pose sotto assedio la stessa Costantinopoli, costringendo il giovane imperatore Baldovino II alla fuga in Occidente. In ogni caso, l'abilità militare di Giovanni di Brienne e il sostegno della flotta veneziana permisero alla città di resistere al tentativo di presa.
L'anno seguente l'attacco fu ripetuto ma, Ivan Asen, temendo la cresciuta potenza di Nicea e il pericolo che sarebbe derivato dalla caduta di Costantinopoli, decise di rinnegare l'alleanza, iniziando ad attaccare le posizioni che Giovanni III aveva acquisito in Tracia. Vatatze si trovò, dunque, a dover sostenere un doppio fronte: uno bulgaro e uno latino.
Temendo di non riuscire a sostenere un così forte peso, l'imperatore decise di rinunciare all'assalto diretto a Costantinopoli. Si limitò a sottoporre la città a un blocco commerciale continuo e concentrò tutte le sue forze nella lotta contro i Bulgari. Il conflitto tra Bulgaria e Nicea durò due anni: Ivan Asen II assediò diverse piazzeforti di Nicea, in particolare Tzurullon, ma non ottenne alcun successo. Inoltre lo scoppio di un'epidemia che falcidiò l'esercito lo costrinse ad accettare la pace.

#### Conquista di Tessalonica

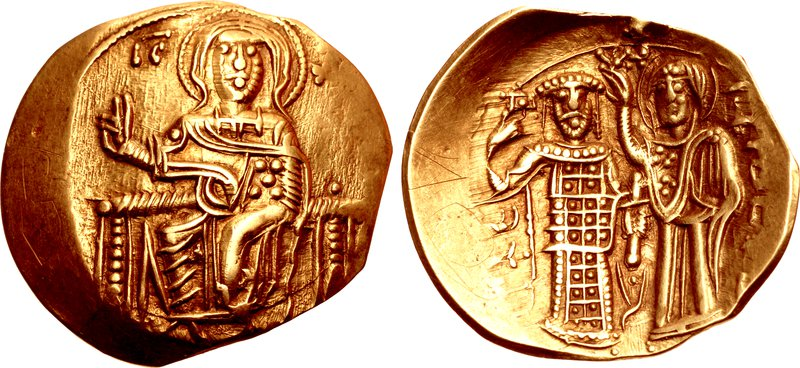
Hyperpyron coniato durante il regno di Giovanni III

Dopo la pace tra Niceni e la Bulgaria, la situazione in Grecia divenne ancor più fluida con la morte di Ivan Asen II, poiché permise al Despotato d'Epiro, retto da Michele II, figlio naturale di Michele I, di riottenere una completa autonomia e di riprendere le ambizioni imperiali che erano state del suo predecessore.
Giovanni III, tuttavia, decise di reagire: nel 1245, approfittando anche della crisi del regno bulgaro, che in quegli anni era impegnato ad affrontare le invasioni mongoliche, riprese l'intera Tracia, conquistò le città di Serres, Skopje, Kjustendil, Pelagonia e l'intera Macedonia. L'anno seguente, approfittando anche delle lotte dinastiche tra il despota d'Epiro e i signori di Tessalonica Giovanni e Demetrio Ducas, conquistò la città, insediandovi come suo vicario Andronico Paleologo, padre del futuro imperatore Michele VIII.
In un primo momento, Michele II accettò il fatto compiuto e, nel 1249, negoziò un'alleanza con Nicea, sposando la nipote dell'imperatore Giovanni col suo erede. Due anni dopo, però, sobillato dal vecchio Teodoro I, con un voltafaccia, ritrattò gli accordi e invase la Macedonia con lo scopo di conquistare Tessalonica. Vatatze non si fece cogliere alla sprovvista: conquistò la Tessaglia e la città di Prilep, costringendo Michele II a riconoscersi vassallo in cambio della restituzione del titolo di despota.

#### Rapporti con l'Occidente

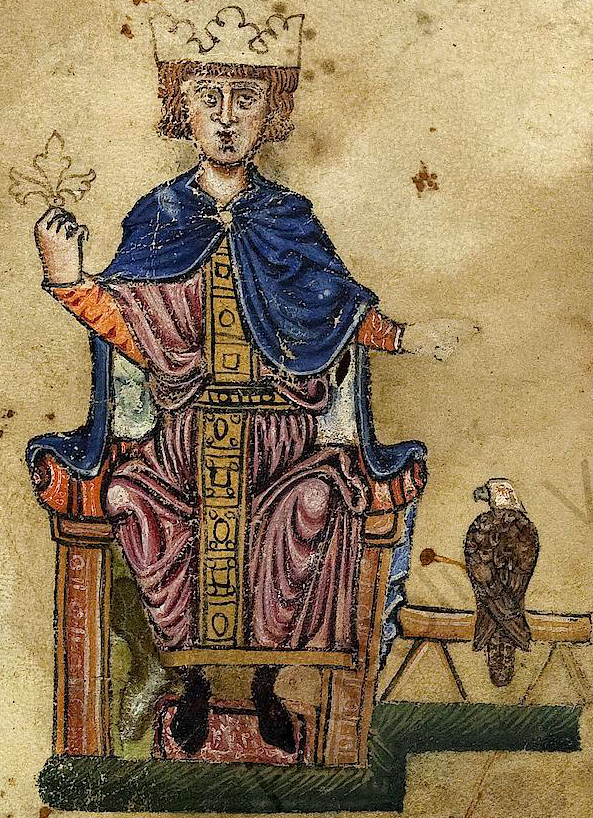
Federico II di Svevia, De arte venandi cum avibus, 1260, Biblioteca apostolica vaticana

Tra le preoccupazioni principali dell'imperatore vi fu il riavvicinamento con l'omologo tedesco, Federico II, che nel 1236 aveva appoggiato l'assedio di Costantinopoli da parte dei Niceni e aveva fatto pressioni su papa Gregorio IX, affinché annullasse la crociata contro i Bizantini. Riconoscente dell'appoggio svevo, Giovanni III sostenne attivamente l'imperatore nella sua lotta contro il pontefice e, nel 1244, sposò la figlia naturale di Federico II, Costanza; il complesso cerimoniale seguito durante il fidanzamento e il conseguente matrimonio è riportato in una poesia del chartophylax Nicola Irenico.
In ogni caso, l'alleanza tra l'impero germanico e Nicea non portò alcun beneficio per il secondo, se non il ripristino di cordiali rapporti di vicinato con le monarchie dell'Occidente; viceversa, riacutizzò i contrasti con il papato. Infatti, dopo alcuni brevi ed effimeri contatti tra la Chiesa cattolica, guidata da papa Innocenzo IV, e quella orientale, guidata dal patriarca Manuele II nel tentativo di risolvere le divergenze teologiche e soprattutto politiche, fu proprio la vicinanza tra Giovanni III e Federico II uno dei motivi che indussero la Santa Sede a interrompere le trattative prima ancora che fossero sostanzialmente discusse le questioni teologiche del filioque e del purgatorio (entrambe non accettate dalla Chiesa ortodossa).
Dopo la morte dell'imperatore germanico ripresero le trattative per sanare lo scisma d'Oriente. Il pontefice aveva infatti compreso che la conservazione dell'Impero latino, ormai nella fase più decadente, fosse molto meno utile di un'unione ecclesiastica con il mondo ortodosso. Ma quando le parti erano vicine a un accordo e Giovanni III pronto a riconoscere come capo assoluto della Chiesa cristiana il Papa, nuovi contrasti teologici in Oriente fecero interrompere le trattative, poi del tutto abbandonate con le morti quasi simultanee dell'imperatore, di Innocenzo IV e del patriarca Manuele II.

#### Rapporti con il Sultanato di Rum

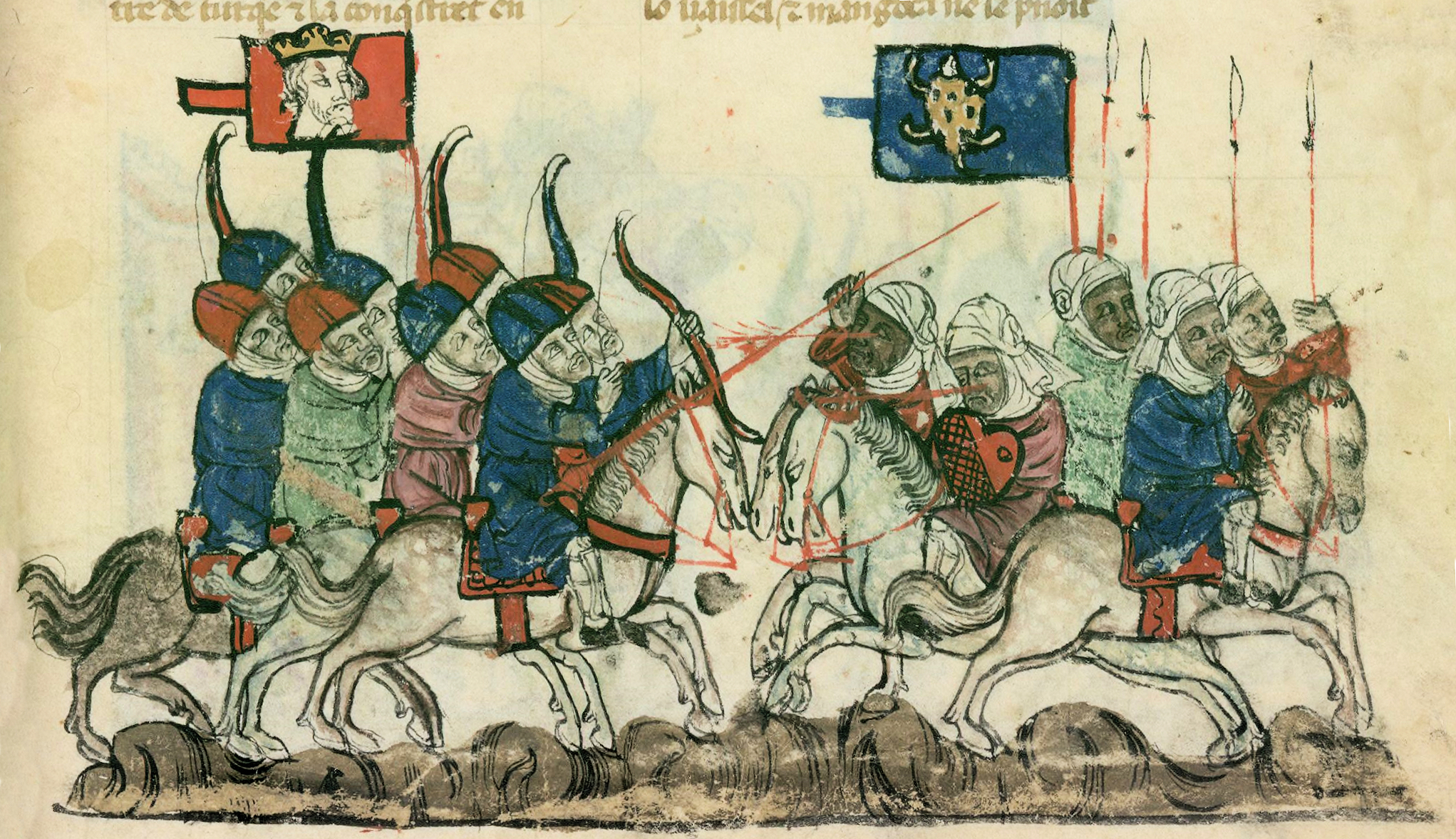
Miniatura raffigurante la battaglia di Köse Dağ, XIV secolo

Durante il regno di Giovanni III le provincie anatoliche dell'Impero di Nicea godettero di un periodo di tranquillità, dal momento che le relazioni diplomatiche di Vatatze con il Sultanato di Rum furono sostanzialmente pacifiche. I rapporti tra lo Stato niceno e il sultanato musulmano furono ancor più stretti a seguito della minaccia mongola: infatti Giovanni III, nel 1242, abbandonò la spedizione in Tracia per accorrere in Anatolia, disponendo l'invio di aiuti al sultano Kaykhusraw II. Due anni dopo, però, le forze del sovrano musulmano furono annientate nella battaglia di Köse Dağ; i Selgiuchidi, sconfitti, furono costretti a divenire vassalli di Ögödei Khān, e anche Vatatze dovette pagare un tributo onde evitare eventuali scorrerie o vere e proprie invasioni. Giovanni III ottenne però molti più benefici che svantaggi dall'invasione mongola; non solo non dovette più vedersi da una pericolosa minaccia militare a oriente, poiché i Mongoli erano distratti da problemi di natura maggiore, ma economicamente ottenne importanti guadagni dall'esportazione di materiali che in territorio musulmano non si producevano più a causa dei saccheggi.

### Morte
Tuttavia, più vicino che mai alla riconquista dei territori perduti dai Bizantini durante la Quarta crociata, Giovanni III morì il 3 novembre 1254, all'età di sessantadue anni di epilessia, male da cui era affetto sin dalla gioventù; gli succedette al trono il figlio Teodoro II Lascaris, il quale ne raccolse l'eredità politica, legislativa e culturale.

## Politica interna e cultura
Sebbene all'inizio del suo regno Giovanni III fosse costretto a reprimere diversi movimenti autonomistici come quello di Manuele Maurozome e la ribellione di Andronico e Isacco Nestongo, la sua politica interna fu estremamente proficua: istituì un saldo apparato amministrativo, migliorò la riscossione delle imposte e limitò l'influenza economica e politica della nobiltà; in campo economico, protesse la produzione agricola e artigianale, sostenne il commercio locale, limitò i privilegi commerciali concessi ai mercanti occidentali; infine, riorganizzò l'esercito, prese misure per garantire la coesistenza armoniosa dello Stato con la Chiesa e fu un attivo mecenate delle arti e della cultura.

### Economia e società
In campo amministrativo, l'imperatore garantì una discreta autonomia ai funzionari più periferici, ma mostrò al tempo stesso una particolare attenzione alla limitazione degli abusi delle autorità e assicurò una corretta e imparziale amministrazione della giustizia; inoltre, allo scopo di limitare l'influenza delle più importanti famiglie nobiliari, assicurò cariche pubbliche alla piccola nobiltà militare e perfino a persone appartenenti al ceto mercantile.
In materia economica, cercò di raggiungere l'autosufficienza: limitò l'importazione di beni di lusso occidentali, condusse un censimento e cercò di garantire una migliore ripartizione dei terreni, anche tramite l'esproprio di beni mobili e immobili appartenenti ai più grandi proprietari terrieri, e incoraggiò la produzione agricola e artigianale, anche mediante una forte campagna propagandistica, avente lo scopo di promuovere la nascita di iniziative economiche locali e di scoraggiare l'acquisto di prodotti esteri. Tale politica economica può essere compendiata dall'episodio della "corona di uova": l'imperatore aveva infatti adibito un proprio podere all'avicoltura e con il ricavato della vendita delle uova aveva comprato una corona di perle e pietre preziose alla moglie; con tale corona, in pratica, egli intendeva dileggiare la tendenza all'ostentazione e allo sperpero tipiche dell'aristocrazia bizantina.
Persona estremamente frugale, Giovanni III ridusse le spese di corte, garantì sussidi contro lo sfruttamento dei più poveri ed emise una legislazione ampia contro i reati amministrativi. Con un novellae, infatti, proibì l'appropriazione indebita, in quel periodo largamente praticata da toparchi e signorotti locali. Tramite questa serie di provvedimenti rafforzò la struttura imperiale, sino a farla rivaleggiare con l'eccelsa macchina amministrativa esistente durante il periodo dei Comneni.
Anche in campo culturale, l'imperatore fu estremamente attivo: patrocinò la fondazione di numerose scuole e biblioteche, favorì l'insegnamento delle scienze e incoraggiò gli studi. Interessato alla raccolta e alla copia dei manoscritti, protesse gli studi di Niceforo Blemmide al quale affidò l'educazione del suo stesso figlio, Teodoro, e con l'ausilio di Blemmide e dei suoi discepoli, istituì centri di formazione e università.
In materia ecclesiastica, pubblicò una legge contro le interferenze laiche nelle nomine ecclesiastiche, garantì generose donazioni ai monasteri e ne fece costruire di nuovi; diede inoltre il via a un imponente programma di progettazione di edifici religiosi per soddisfare le necessità della popolazione. Proprio da quest'ultima fu anche chiamato "Padre dei Greci" in quanto, nella sua corrispondenza con la Santa Sede, scrisse che, sebbene portasse il titolo di Imperatore dei Romani, i suoi sudditi erano i soli e unici eredi di Costantino I.

### Esercito

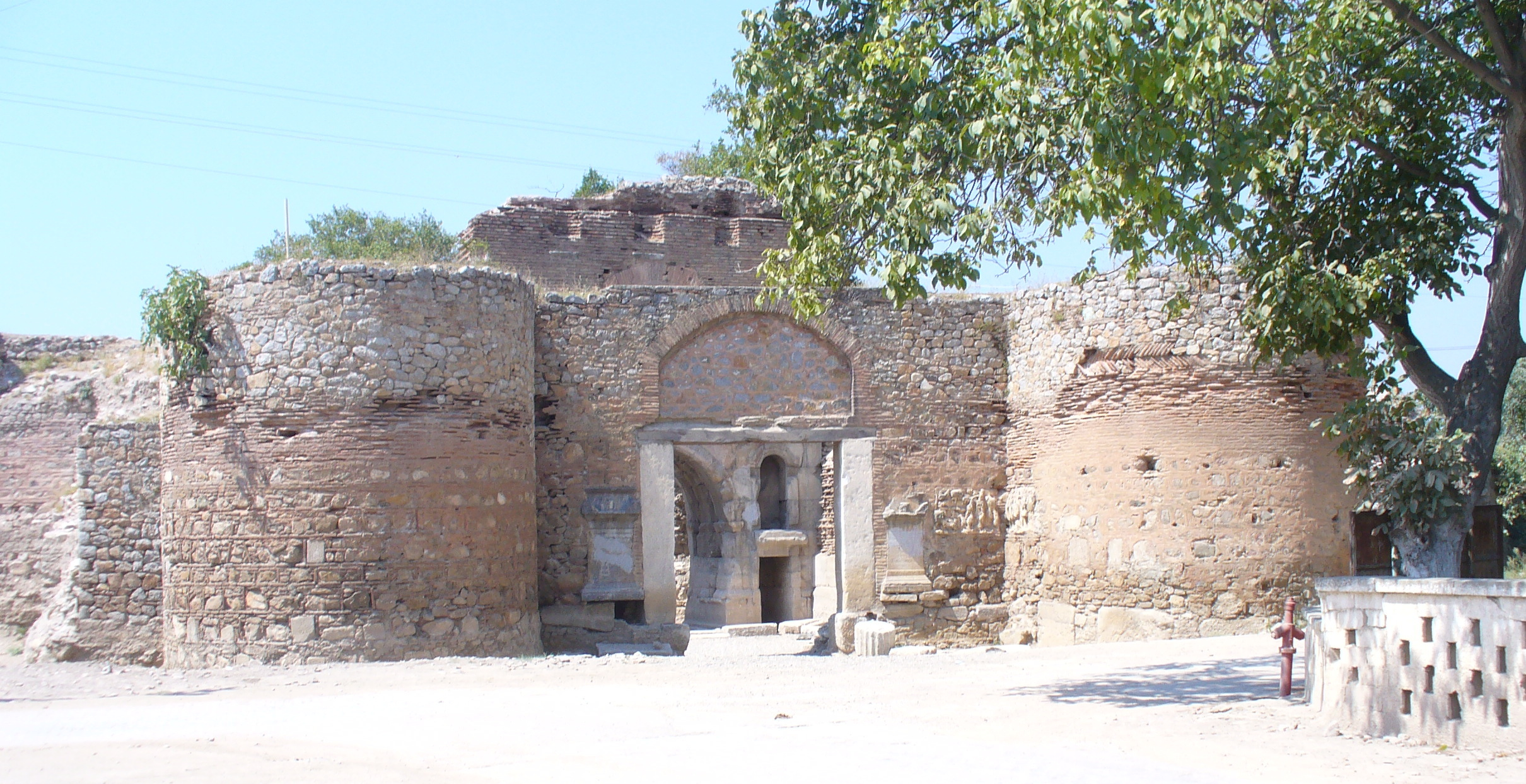
Una porta militare delle mura di Nicea, riparate durante il regno di Giovanni III

Quanto alle forze armate, l'imperatore cercò di affiancare al nucleo composto da mercenari professionisti (in prevalenza latini, organizzati nel "latinikon") truppe di leva indigene: concesse numerose pronoie di dimensioni medie o ridotte in modo da aumentare gli effettivi della fanteria e al contempo evitare che gli appezzamenti troppo ampi potessero creare eccessive concentrazioni di interessi; restaurò numerose fortezze e ampliò le mura difensive di Nicea e Smirne; permise l'insediamento di popoli stranieri, principalmente Cumani, nelle regioni di confine della Tracia, della Macedonia e della Frigia, in cambio dei loro servizi militari nella cavalleria ("skythikon").
Non va trascurato, infine, il ruolo della flotta, che fu essenziale per l'annessione di diverse isole dell'Egeo, in particolare Rodi, e soprattutto come corpo di sostegno alle campagne terrestri in Macedonia, a Tessalonica.

### Politica culturale
Durante il regno di Giovanni III, caratterizzato dalla costante presenza di eventi bellici di diverso tipo, si ebbe tuttavia un impulso allo sviluppo della poesia e della letteratura greco-bizantina. Il sovrano fondò biblioteche in tutto l'impero, accogliendo e affidando l'educazione del proprio unico figlio ed erede, Teodoro, al celebre erudito e studioso Niceforo Blemmide, la cui autobiografia illustra con chiarezza il rapporto vigente tra lo Stato bizantino e la Chiesa nel XIII secolo. Patrocinò la produzione dello storico Giorgio Acropolita, cui conferì la carica di mega logoteta (μέγας λογοθέτης, "gran ragioniere"). Giovanni III spinse inoltre affinché nell'impero si diffondessero gli istituti di istruzione superiore, desiderando che la conoscenza si diffondesse anche tra gli strati più bassi della popolazione e finanziando la realizzazione di cronache miniate.

## Giudizio storico

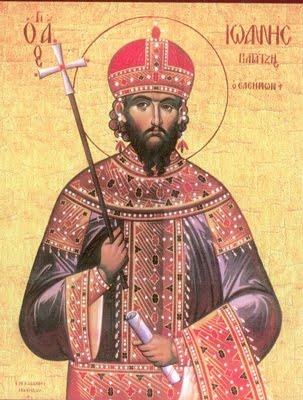
Miniatura bizantina rappresentante Giovanni III come San Giovanni il Misericordioso

Giovanni III, pur non giungendo al suo obiettivo di riconquistare Costantinopoli, pose comunque le basi per la restaurazione dell'Impero bizantino, che verrà realizzata poi da Michele VIII Paleologo nel 1261. Raddoppiò il territorio di Nicea, garantì un periodo d'oro per l'economia e la società e riformò l'esercito. Le fonti dell'epoca elogiarono unanimi tanto la politica tanto le qualità eccezionali dell'imperatore; poeti come Nicola Irenico, storici come Giorgio Acropolita (che compose l'orazione funebre di Giovanni III) o Niceforo Gregora, misero in grande evidenza le virtù dell'imperatore e ne esaltarono lo stile di vita frugale.

### Canonizzazione
Per la sua pietà religiosa, la sua dedizione ai più poveri e i suoi altissimi meriti politici e militari, Giovanni Vatatze fu canonizzato come santo durante il regno di Andronico II, nei primi anni del '300, circa cinquant'anni dopo la sua morte. Da allora è celebrato annualmente il 4 novembre nella chiesa di Magnesia, da lui edificata, e nella reggia di Ninfeo, dove morì. Il suo culto, inoltre, si diffuse rapidamente in tutta l'Asia Minore bizantina, sopravvivendo sino in epoca moderna nella metropoli di Efeso, importante città dell'alto-medievale thema di Thrakesion. Dal 2010, presso Didymoteicho, città natale di Giovanni III, viene organizzato dal metropolita locale il festival Vatatzeia, dedicato al sovrano.

## Famiglia
Giovanni III sposò in prime nozze, verso il 1212, Irene Lascarina († 1239), figlia del suo predecessore Teodoro I, dalla quale ebbe Teodoro (1221-1258), che gli succedette come imperatore. Poiché dopo la nascita del primogenito l'imperatrice cadde da cavallo, fu impossibilitata dal dargli altri figli, ritirandosi in convento col nome di Eugenia. Nel 1244 Giovanni III contrasse matrimonio con Costanza di Svevia (1230-1307), detta anche Anna, figlia dell'imperatore Federico II e di Bianca Lancia (1210-1246), ma da ella non ebbe tuttavia figli.

### Fonti utilizzate
- (EN) David Abulafia, The New Cambridge Medieval History: c. 1198-c. 1300, Cambridge University Press, 1999, ISBN 0-521-36289-X.
- (EN) Mark C. Bartusis, The late Byzantine army: arms and society, 1204-1453, University of Pennsylvania Press, 1997, ISBN 0-8122-1620-2.
- (DE) Michael Borgolte e Bernd Schneidmüller, Hybride Kulturen im mittelalterlichen Europa: Vorträge und Workshops einer internationalen Frühlingsschule, Akademie Verlag, ISBN 3-05-004695-3.
- (EN) Lorenzo M. Ciolfi, From Byzantium to the Web: the Endurance of John III Doukas Vatazes’ Legacy., Parigi, EHESS (École des hautes études en sciences sociales), 2017.
- (EN) George Finlay, The history of Greece from its conquest by the Crusaders to its conquest by the Turks, and of the empire of Trebizond, 1204-1461, University of Michigan Press, 2009  [1851], ISBN 1-150-60684-3.
- (EN) A. Gardner, The Lascarids of Nicaea, the story of an Empire in exile, 1912.
- (EN) Hans Willer Laale, Ephesus (Ephesos): An Abbreviated History from Androclus to Constantine XI, WestBow Press, 2011, ISBN 1-449-71619-9.
- (EN) Donald MacGillivray Nicol, The Last Centuries of Byzantium, Cambridge University Press, 1993, ISBN 0-521-43991-4.
- (EN) Michael O'Rourke, Byzantium: From Recovery to Ruin, A Detailed Chronology: AD 1220-1331, Canberra, 2010.
- Georg Ostrogorsky, Storia dell'Impero bizantino, Milano, Arnoldo Mondadori Editore, 2011, ISBN 88-06-17362-6.
- (EN) Demetrios I. Polemis, The Doukai: A Contribution to Byzantine Prosopography, Londra, Athlone Press, 1968.
- (EN) Guillaume Saint-Guillain e Judith Herrin, Identities and Allegiances in the Eastern Mediterranean After 1204, Ashgate Publishing, 2011, ISBN 1-4094-1098-6.
- (EN) M.V. Sakellariou, Macedonia, 4000 years of Greek history and civilization, Ekdotikè Athenon, 1992  [1983].
- (EN) Warren Treadgold, A History of the Byzantine State and Society, University of Stanford Press, 1997.
- (EN) John Van Antwerp Fine, The Late Medieval Balkans: A Critical Survey from the Late Twelfth Century to the Ottoman Conquest, Ann Arbor, University of Michigan Press, 1994, ISBN 0-472-08260-4.
- (EN) Aleksandr Vasiliev, History of the Byzantine Empire, University of Wisconsin Press, 1971, ISBN 0-299-80926-9.

### Altri testi
- Charles Diehl, Figure bizantine, collana ET.Biblioteca, traduzione di M. S. Ruffolo, introduzione di Silvia Ronchey, Torino, Einaudi, 2007  [1927], ISBN 978-88-06-19077-4, OCLC 799807274.
- Alain Ducellier, Michel Kapla, Bisanzio (IV-XV secolo), Milano, San Paolo, 2005, ISBN 88-215-5366-3.
- Gerhard Herm, I bizantini, Milano, Garzanti, 1985.
- Ralph-Johannes Lilie, Bisanzio la seconda Roma, Roma, Newton & Compton, 2005, ISBN 88-541-0286-5.
- John Julius Norwich, Bisanzio, Milano, Arnoldo Mondadori Editore, 2000, ISBN 88-04-48185-4.
- Giorgio Ravegnani, Bisanzio e Venezia, Milano, Il Mulino, 2006, ISBN 88-15-10926-9.
- Giorgio Ravegnani, La storia di Bisanzio, Roma, Jouvence, 2004, ISBN 88-7801-353-6.
- Giorgio Ravegnani, Imperatori di Bisanzio, Bologna, Il Mulino, 2008, ISBN 978-88-15-12174-5.
- Giorgio Ravegnani, Introduzione alla storia bizantina, Bologna, il Mulino, 2006.
- Silvia Ronchey, Lo stato bizantino, Torino, Einaudi, 2002, ISBN 88-06-16255-1.